# Grand Prix Formule 1 van Japan 2004
De Grand Prix Formule 1 van Japan 2004 werd gehouden op 10 oktober 2004 op Suzuka International Racing Course in Suzuka.

## Uitslag
| Positie | Nummer | Rijder               | Team               | Ronden | Tijd/Opgave    | Startplaats | Punten |
| ------- | ------ | -------------------- | ------------------ | ------ | -------------- | ----------- | ------ |
| 1       | 1      | Michael Schumacher   | Scuderia Ferrari   | 53     | 1:24:26.985    | 1           | 10     |
| 2       | 4      | Ralf Schumacher      | Williams-BMW       | 53     | +14.098        | 2           | 8      |
| 3       | 9      | Jenson Button        | BAR-Honda          | 53     | +19.662        | 5           | 6      |
| 4       | 10     | Takuma Sato          | BAR-Honda          | 53     | +31.781        | 4           | 5      |
| 5       | 8      | Fernando Alonso      | Renault            | 53     | +37.767        | 11          | 4      |
| 6       | 6      | Kimi Räikkönen       | McLaren - Mercedes | 53     | +39.362        | 12          | 3      |
| 7       | 3      | Juan Pablo Montoya   | Williams-BMW       | 53     | +55.347        | 13          | 2      |
| 8       | 11     | Giancarlo Fisichella | Sauber - Petronas  | 53     | +56.276        | 7           | 1      |
| 9       | 12     | Felipe Massa         | Sauber - Petronas  | 53     | +1:29.656      | 19          |        |
| 10      | 7      | Jacques Villeneuve   | Renault            | 52     | +1 Ronde       | 9           |        |
| 11      | 16     | Jarno Trulli         | Toyota             | 52     | +1 Ronde       | 6           |        |
| 12      | 15     | Christian Klien      | Jaguar Racing      | 52     | +1 Ronde       | 14          |        |
| 13      | 18     | Nick Heidfeld        | Jordan-Ford        | 52     | +1 Ronde       | 16          |        |
| 14      | 17     | Olivier Panis        | Toyota             | 51     | +2 Rondes      | 10          |        |
| 15      | 19     | Timo Glock           | Jordan-Ford        | 51     | +2 Rondes      | 17          |        |
| 16      | 20     | Gianmaria Bruni      | Minardi - Cosworth | 50     | +3 Rondes      | 18          |        |
| Ret     | 21     | Zsolt Baumgartner    | Minardi - Cosworth | 41     | Gespind        | 20          |        |
| Ret     | 5      | David Coulthard      | McLaren - Mercedes | 38     | Botsing        | 8           |        |
| Ret     | 2      | Rubens Barrichello   | Scuderia Ferrari   | 38     | Botsing        | 15          |        |
| Ret     | 14     | Mark Webber          | Jaguar Racing      | 20     | Oververhitting | 3           |        |

## Wetenswaardigheden
- Laatste race: Olivier Panis. Hij bleef wel bij Toyota als testrijder.
- Eerste race voor team: Jarno Trulli voor Toyota.
- Eerste DNF van het seizoen: Rubens Barrichello. Hij botste met David Coulthard in ronde 38.
- Rondeleiders: Michael Schumacher 53 (1-53).
- Ricardo Zonta reed hier niet, maar keerde terug voor de seizoensfinale in Brazilië.

## Statistieken
| Snelste ronde | Rubens Barrichello | Scuderia Ferrari | 1:32.730 |

## Noot
- Dit was de vijfhonderdste Grand Prix-start voor een Oostenrijkse coureur.
- Tiende podiumplaats voor Jenson Button.
- Dit was de 199ste en 200ste podiumplaats voor een Duitse coureur.
- Michael Schumacher wist zijn record uit te breiden door de Grote Prijs van Japan voor de zesde keer te winnen (eerdere overwinningen in 1995, 1997, 2000, 2001, en 2002).

1976 · 1977 · 1987 · 1988 · 1989 · 1990 · 1991 · 1992 · 1993 · 1994 · 1995 · 1996 · 1997 · 1998 · 1999 · 2000 · 2001 · 2002 · 2003 · 2004 · 2005 · 2006 · 2007 · 2008 · 2009 · 2010 · 2011 · 2012 · 2013 · 2014 · 2015 · 2016 · 2017 · 2018 · 2019 · 2022 · 2023 · 2024 · 2025